# Jaak Merchez
Jaak Merchez (Leuven, 7 maart 1933 - 15 december 2006) was een Belgische voetbalcoach.
Merchez was als trainer vooral succesvol bij Vlaams-Brabantse clubs uit de lagere voetbalklasses. Hij was een kleurrijke figuur die bezeten was door voetbal en moeite had met het onthouden van spelersnamen. Om die reden werd hij de Raymond Goethals van Leuven genoemd.

## Carrière
Jaak Merchez sloot zich in 1943 aan bij het plaatselijke Stade Leuven. Hij bereikte in de jaren 50 het eerste elftal en speelde meer dan 10 jaar voor groen-wit. Midden jaren 60 ruilde hij Stade Leuven in voor het naburige Olympia Wijgmaal, waar hij eerst als speler-trainer en later enkel als trainer aan de slag ging. 
Als coach maakte Merchez meteen furore. Hij loodste Wijgmaal van Eerste Provinciale naar Derde Klasse. De club stak in die dagen stadsgenoot Stade Leuven naar de kroon. In 1969 degradeerde Wijgmaal onverbiddelijk terug naar Vierde Klasse.
In 1976 keerde Merchez terug naar Stade Leuven. Na een moeilijk eerste seizoen miste hij in 1978 op een haar na de promotie, maar een jaar later speelde de club dan toch kampioen. Stade Leuven belandde in Derde Klasse en nestelde zich meteen in de subtop. In 1981 werd de club onder leiding van Merchez opnieuw kampioen. De Leuvenaars promoveerden naar Tweede Klasse en eindigden in hun eerste seizoen als 6e. Een seizoen later gingen de prestaties achteruit en werd Merchez vervangen door Albert Bers.
Na drie seizoenen bij derdeklasser FC Assent nam Merchez in 1986 het roer over bij KVK Tienen. Hij leidde de club uit de suikerstad na een matig seizoen opnieuw naar de subtop. Ook in de Beker van België gooide Tienen dat jaar hoge ogen. De club schakelde eerste KFC Strombeek uit en ging dan stunten op het terrein van eersteklasser AA Gent. De Buffalo's verloren met 0-1 van derdeklasser Tienen.
In 1987 besloot Merchez terug te keren naar Wijgmaal. Hij nam de club vier seizoenen lang onder zijn hoede. In 1998 belandde de kleurrijke trainer bij Zwarte Duivels Oud-Heverlee. De vierdeklasser greep op de laatste speeldag net naast de titel. Een zware domper en tevens het laatste wapenfeit van Merchez als trainer. Na zijn carrière als voetbalcoach legde hij zich toe op de duivensport. Hij overleed op 73-jarige leeftijd na een slepende ziekte.